# すべてが変わった日
『すべてが変わった日』（すべてがかわったひ、Let Him Go）は2020年のアメリカ合衆国のスリラー映画。トーマス・ベズーチャが監督、脚本、共同製作、出演はダイアン・レインとケビン・コスナーなど。ラリー・ワトソンが2013年に発表した小説『Let Him Go』を原作としている。

## ストーリー
1960年代のアメリカ北西部。マーガレットは元保安官の夫ジョージ、一人息子のジェームズとその妻ローナ、そして生まれたばかりの孫息子ジミーと、平穏な生活を送っていたが、ある日、ジェームズが落馬事故で亡くなる。その後、ローナはすぐに再婚したが、新しい夫ドニーは短気ですぐ暴力を振るう男だった。「大切な孫をこんな男に任せておけない。何としてでも取り返さねば」と思ったマーガレットはジョージを連れてウィーボーイ家に向かったが、一家の女家長ブランチはそんな2人を鼻で笑い飛ばす。しかし、ローナとジミーが想像以上に過酷な環境に置かれていることを知ったマーガレットとジョージは、ローナを説得して、ジミーを連れてウィーボーイ家から逃げ出すことを決心させる。ところが、それを察知したウィーボーイ家はマーガレットとジョージに暴行を働いただけでなく、銃で正当防衛の反撃をしようとしたジョージの右手の指を斧で切り落とす暴挙に出る。さらに、ウィーボーイ家に支配されている地元の警察は、孫を連れ去ろうとしたジョージ側に非があると見なし、ジョージとマーガレットを街から追い出す。
一旦はジョージを連れて家に帰ろうとしたマーガレットだったが、ジョージの具合が芳しくないことから、旅の途中で出会った先住民の青年ピーターの小屋に寄って、そこでジョージを休ませることにする。ピーターと親子のような関係になったマーガレットは、孫息子の住むウィーボーイ家からそう遠く離れていない、この地に住むことを考える。そんなマーガレットの姿にジョージは意を決し、単身でウィーボーイ家に乗り込んでローナとジミーを救い出そうとする。火事の混乱の中、ローナとジミーは何とか脱出できたが、ジョージはウィーボーイ家の男たちを辛うじて倒したものの大怪我を負う。そこにマーガレットとピーターが駆けつけるが、怒り狂ったブランチに狙われ、マーガレットをかばったジョージが撃たれる。ブランチは再度マーガレットを撃とうとするが、マーガレットに撃ち殺される。ジョージはマーガレットに見守られながら息絶える。ジョージの遺体を残したまま、ウィーボーイ家の屋敷は焼け落ちる。
こうしてマーガレットは、手助けをしてくれたピーターに別れを告げ、ローナとジミーを連れて家に帰る。

## キャスト
※括弧内は日本語吹替。
- マーガレット・ブラックリッジ：ダイアン・レイン（佐々木優子）
- ジョージ・ブラックリッジ：ケビン・コスナー（原康義）
- ローナ・ブラックリッジ：ケイリー・カーター（英語版）（斉藤梨絵）
- ブランチ・ウィーボーイ：レスリー・マンヴィル（寺内よりえ）
- ドニー・ウィーボーイ：ウィル・ブリテン（英語版）（阪口周平）
- ビル・ウィーボーイ：ジェフリー・ドノヴァン（三上哲）
- ピーター・ドラッグスウルフ：ブーブー・スチュワート（近松孝丞）

## 製作
2019年2月20日、トーマス・ベズーチャ監督の新作映画にダイアン・レインとケビン・コスナーが出演することになったと報じられた。4月15日、レスリー・マンヴィル、ケイリー・カーター、ウィル・ブリテン、ジェフリー・ドノヴァンの起用が発表された。同月、本作の主要撮影がカナダのカルガリーで始まった。5月、ブーブー・スチュワートがキャスト入りした。12月28日、マイケル・ジアッチーノが本作で使用される楽曲を手がけるとの報道があった。

## 公開・興行収入
当初、本作は2020年8月21日に全米公開される予定だったが、後に公開日は同年11月6日に延期されることになった。
2020年6月17日、本作の劇中写真が初めて公開された。8月20日、本作のオフィシャル・トレイラーが公開された。11月6日、本作は全米2454館で封切られ、公開初週末に400万ドルを稼ぎ出し、週末興行収入ランキング初登場1位となった。

## 評価
本作は批評家から好意的に評価されている。映画批評集積サイトのRotten Tomatoesには70件のレビューがあり、批評家支持率は76%、平均点は10点満点で6.8点となっている。サイト側による批評家の見解の要約は「『すべてが変わった日』は老境に差し掛かった人間が織りなすドラマとスリリングな復讐劇をうまく調和させられなかった。しかし、ベテラン俳優たちの見事な演技のお陰で、違和感は払拭されている。」となっている。また、Metacriticには29件のレビューがあり、加重平均値は63/100となっている。なお、本作のCinemaScoreはB-となっている。